# Il potere della mente
Il potere della mente o Trancers 3 - Il potere della mente (Trancers III) è un film diretto da C. Courtney Joyner.